# Lomtjärnen (Säfsnäs socken, Dalarna)
Lomtjärnen är en sjö i Ludvika kommun i Dalarna och ingår i Norrströms huvudavrinningsområde.